# アメリカ陸軍最先任上級曹長
アメリカ陸軍最先任上級曹長 （アメリカりくぐんさいせんにんじょうきゅうそうちょう、英語: Sergeant Major of the Army（SMA））は、アメリカ陸軍独自の下士官の階級及び役職である。この階級と役職の保持者は、統合参謀本部最先任下士官が陸軍から任命されていない限り、最高位の陸軍下士官である。陸軍最先任上級曹長は、全ての准士官や士官に対する、下士官の問題に対処するためのスポークスマンとして任命される。よってアメリカ陸軍参謀総長の最先任下士官となる。正確な職務内容は、陸軍参謀総長によって異なるが、基本的には各地の陸軍部隊に赴き、訓練を観察し、兵士やその家族とコミュニケーションを図ることに勤務時間の多くを費やす。
第13代陸軍最先任上級曹長のケネス・O・プレストンが、2004年1月15日から2011年3月1日まで7年以上勤めた唯一の例であり、在任の最長記録となっている。現職の第17代陸軍最先任上級曹長マイケル・ワイマーは、2023年8月4日に就任した。
階級こそ下士官だが、プロトコル上は、陸軍参謀本部事務局長たる中将の次に位置し、それ以外の全ての中将よりも上席で、座席、宿舎、送迎、駐車場などに加え、正式な式典においても大将と同等に扱われる。

## 歴史
陸軍最先任上級曹長の階級及び役職は、海兵隊最先任上級曹長（1957年5月23日に現在の形で設置された）の階級及び役職を参考に設置された。陸軍参謀総長のハロルド・キース・ジョンソン大将は、1966年に陸軍の主要コマンドの司令官に対し、陸軍最先任上級曹長の設置に関する意見聴取をした後、候補者の個人的な推薦を求めた。その際、陸軍最先任上級曹長の階級及び役職が、退職間近の下士官が、軍歴の最後に就任するものではないことを強調した。またジョンソン大将は、陸軍参謀総長の顧問及び下士官の諸問題に関する補佐官としての陸軍最先任上級曹長に期待する任務と機能を7つに整理した。そして、4,700人の候補者の中から21人に絞られた。最終的に初代の陸軍最先任上級曹長に任命されたのは、当時ベトナム戦争に従軍していた兵士の1人である第1歩兵師団のウィリアム・O・ウールドリッジ上級曹長であった。
その後、海軍最先任上級上等兵曹と空軍最先任上級曹長が、1969年に沿岸警備隊最先任上級上等兵曹が、2003年州兵総局最先任下士官が、2005年に統合参謀本部最先任下士官が、2020年に宇宙軍最先任上級曹長が、それぞれ設置された。これら8つの役職は、総称して最先任下士官（senior enlisted advisors、SEAs）と呼ばれる。

## 階級章

階級章の変遷
1966年–1979年
1979年–1994年
1994年–2015年
2010年–現行（緑の背景が濃紺に変更された。）
2019年–現行（現行の勤務用制服に使用するため、濃紺の部分がオリーブ調のタン色に変更された。）

陸軍最先任上級曹長は、他の軍種の最先任下士官と同様に、独自の襟章（真ちゅう製）を含む独自の階級章を着用している。
陸軍最先任上級曹長の襟章は、陸軍参謀総長補佐官の襟章（上部に乗る鷲を除く。）の盾の部分と同様で、直径1インチの金色の下士官襟章を台座として、その盾が意匠されている。初代のウールドリッジ陸軍最先任上級曹長が着用していた襟章は、ジャスパー・J・ウィルソン大佐が2つの襟章を手で、はんだ付けしたものである。この襟章は、1966年7月4日に承認された。当初、陸軍最先任上級曹長は両方の襟に襟章を付けたが、現在は全ての下士官と同様、右襟には標準の「U.S.」バッジを付けている 。この襟章は、ベレー帽や略帽子、プルオーバーセーターでも部隊記章の代わりに着用されている。なお、2006年2月2日に承認された統合参謀本部最先任下士官（SEAC）の襟章も、この陸軍最先任上級曹長の襟章を基本としたデザインであり、統合参謀本部議長の襟章（上部に乗る鷲を除く。）の盾の部分を金色の台座に意匠したものである。
陸軍最先任上級曹長の帽章は、青色の礼装用制帽（かつては白色、2011年までは緑色）の前面に着用されており、花輪で囲まれたアメリカの紋章を金色で塗装している。他の全ての陸軍下士官や兵士のための帽章は、金色の円盤（男性）又は金色のリング（女性）に囲まれたアメリカの紋章であり、金色で塗装されている。空軍最先任上級曹長も同様の帽章を使用しているが、こちらは銀色である。

## 旗
陸軍最先任上級曹長、空軍最先任上級曹長、宇宙軍最先任上級曹長、統合参謀本部最先任下士官は、大佐以下のアメリカ軍の軍人で唯一専用の旗が制定されている。下半分の部分の色は白で統一されている。上半分の部分は、それぞれ独自の色で塗られ、陸軍最先任上級曹長の旗の色も1992年に初めて発表され、1999年3月22日に現在のもので承認された。旗のデザインは、陸軍最先任上級曹長の襟章と陸軍参謀総長の旗のデザインを基礎としている。統合参謀本部議長の旗も同様であり、その襟章の色と同じ色がデザインされている。

## 歴代の陸軍最先任上級曹長
| 代 | 肖像                            | 陸軍最先任上級曹長                          | 就任日         | 退任日         | 在任期間   | 陸軍参謀総長                                                                                 |
| -- | ------------------------------- | ------------------------------------------- | -------------- | -------------- | ---------- | -------------------------------------------------------------------------------------------- |
| 1  | ウィリアム・O・ウールドリッジ   | ウィリアム・O・ウールドリッジ (1922–2012)   | 1966年7月11日  | 1968年8月31日  | 2年, 51日  | ハロルド・キース・ジョンソン ウィリアム・ウェストモーランド                                  |
| 2  | ジョージ・W・ダナウェイ         | ジョージ・W・ダナウェイ (1922–2008)         | 1968年9月1日   | 1970年9月30日  | 2年, 29日  | ウィリアム・ウェストモーランド                                                               |
| 3  | サイラス・L・コープランド       | サイラス・L・コープランド (1920–2001)       | 1970年10月1日  | 1973年6月30日  | 2年, 272日 | ウィリアム・ウェストモーランド ブルース・パーマー・ジュニア（代行） クレイトン・エイブラムス |
| 4  | レオン・L・ヴァン・オートレーヴ | レオン・L・ヴァン・オートレーヴ (1920–2002) | 1973年7月1日   | 1975年6月30日  | 1年, 364日 | クレイトン・エイブラムス フレデリック・ウェイアンド                                          |
| 5  | ウィリアム・G・ベインブリッジ   | ウィリアム・G・ベインブリッジ (1925–2008)   | 1975年7月1日   | 1979年6月30日  | 3年, 364日 | フレデリック・ウェイアンド バーナード・W・ロジャース エドワード・C・マイヤー                 |
| 6  | ウィリアム・A・コネリー         | ウィリアム・A・コネリー (1931–2019)         | 1979年7月1日   | 1983年6月30日  | 3年, 364日 | エドワード・C・マイヤー                                                                      |
| 7  | グレン・E・モレル               | グレン・E・モレル (1936-)                   | 1983年7月1日   | 1987年6月30日  | 3年, 364日 | ジョン・A・ウィッカム カール・E・ヴォーノ                                                    |
| 8  | ジュリアス・W・ゲイツ           | ジュリアス・W・ゲイツ (1941-)               | 1987年7月1日   | 1991年6月30日  | 3年, 364日 | カール・E・ヴォーノ ゴードン・R・サリバン                                                    |
| 9  | リチャード・A・キッド           | リチャード・A・キッド (1943-)               | 1991年7月1日   | 1995年6月16日  | 3年, 350日 | ゴードン・R・サリバン                                                                        |
| 10 | ジーン・C・マッキニー           | ジーン・C・マッキニー (1950-)               | 1995年6月30日  | 1997年10月13日 | 2年, 105日 | ゴードン・R・サリバン デニス・ライマー                                                       |
| 11 | ロバート・E・ホール             | ロバート・E・ホール (1947-)                 | 1997年10月13日 | 2000年6月23日  | 2年, 266日 | デニス・ライマー エリック・シンセキ                                                          |
| 12 | ジャック・L・ティリー           | ジャック・L・ティリー (1948-)               | 2000年6月23日  | 2004年1月15日  | 3年, 206日 | エリック・シンセキ ピーター・J・シューメイカー                                               |
| 13 | ケネス・O・プレストン           | ケネス・O・プレストン (1957-)               | 2004年1月15日  | 2011年3月1日   | 7年, 45日  | ピーター・J・シューメイカー ジョージ・ケイシー・ジュニア                                     |
| 14 | レイモンド・F・チャンドラー     | レイモンド・F・チャンドラー (1962-)         | 2011年3月1日   | 2015年1月30日  | 3年, 335日 | ジョージ・ケイシー・ジュニア マーティン・デンプシー レイモンド・オディエルノ                 |
| 15 | ダニエル・A・デイリー           | ダニエル・A・デイリー (1969-)               | 2015年1月30日  | 2019年8月9日   | 4年, 191日 | レイモンド・オディエルノ マーク・ミリー                                                      |
| 16 | マイケル・A・グリンストン       | マイケル・A・グリンストン (1968-)           | 2019年8月9日   | 2023年8月4日   | 3年, 360日 | ジェームズ・C・マッコンビル                                                                  |
| 17 | マイケル・ワイマー              | マイケル・ワイマー (1971-)                  | 2023年8月4日   | 現職           | 1年, 220日 | ランディー・ジョージ                                                                         |